# FurAffinity
FurAffinity是一個以獸迷（Furry）為中心的的社交網路服務網站。用戶可分享自己的相關創作如繪圖、文學、攝影和錄音。它於2005年12月10日正式推出，2021年，目前由Dragoneer及其母公司Frost Dragon Art所有。
FurAffinity允許上傳成人内容，儘管需要注册帳戶才能查看成人内容。該網站自推出以來已成為最知名和使用率最高的獸迷網站，每月訪問量約為2000萬次。然而該網站也因其眾多爭議而在部份獸迷圈中遭受負評。

## 外部連結
- 官方网站
- 官方网站（非成人内容, SFW版）